# Ruderlagenanzeiger

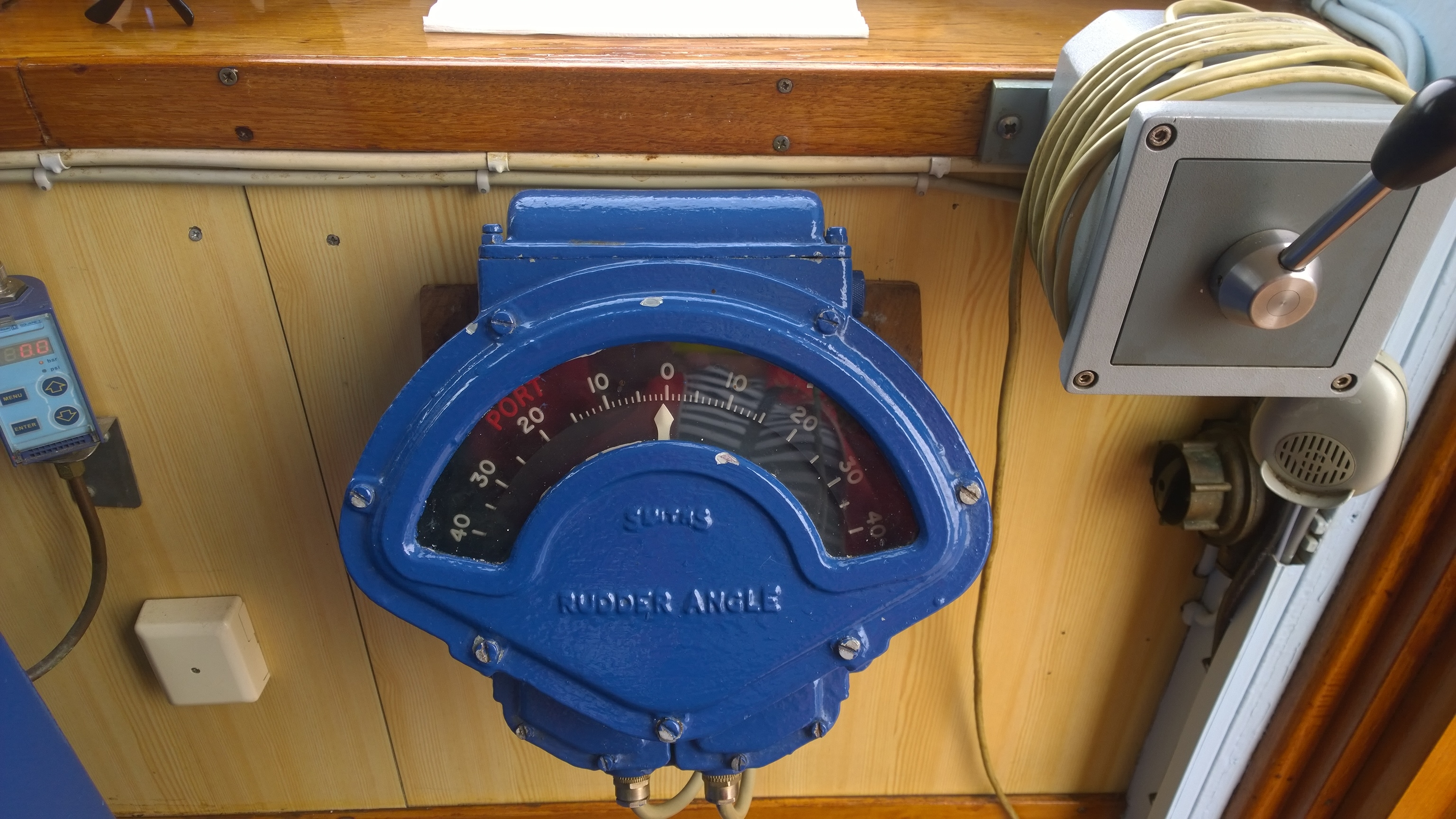
Ruderlagenanzeiger der Nordstjernen (1956)

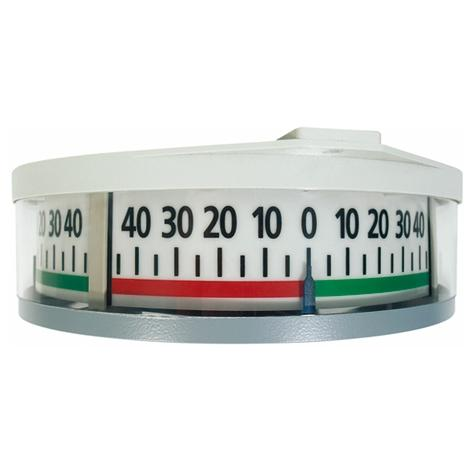
Ruderlagenanzeiger

Der Ruderlagenanzeiger ist eine technische Vorrichtung auf Schiffen und Booten, die in bestimmten Räumen wie der Kommandobrücke, dem Steuerhaus oder dem Steuerstand die tatsächliche Stellung beziehungsweise den tatsächlichen Ausschlag des Ruders in Grad anzeigt. Am Ruderschaft der Ruderanlage befindet sich eine Rückmeldung, die den Ist-Wert des Ruderwinkels auf dem Ruderlagenanzeiger wiedergibt. Ruderlagenanzeiger sollten in angenäherter Echtzeit funktionieren. Die Übertragung des die Ruderstellung beinhaltenden Signals kann mechanisch, elektromechanisch oder elektrisch erfolgen.